# Mark Woodforde
Mark Woodforde (n. 23 septembrie 1965, Adelaide, Australia de Sud, Australia) este un jucător de tenis australian, medaliat olimpic. A participat la 2 ediții ale Jocurilor Olimpice (1996, 2000) în care a câștigat o medalie de aur și o medalie de argint.